# Джеронимская безногая ящерица
Джеронимская безногая ящерица (лат. Anniella geronimensis) — вид ящериц из семейства безногих ящериц. Обитает на западном побережье Калифорнии и некоторых близлежащих островах. Названа в честь острова Сан-Джеронимо у калифорнийского побережья.